# Jean-Claude Romer
Pour les articles homonymes, voir Romer.
Jean-Claude Romer est un acteur, journaliste, critique, scénariste et historien du cinéma français né le 19 janvier 1933 à Paris et mort le 8 mai 2021 dans la même ville.

## Biographie
À la télévision, Jean-Claude Romer concevait les questions de Monsieur Cinéma.
Dans le générique de présentation du Cinématon que lui a consacré Gérard Courant, en 1990, il se qualifie comme "conseiller en recherche cinématographique".

## Filmographie

### Comme acteur
- 1967 : Salut les copines de Jean-Pierre Bastid
- 1968 : Je t'aime, je t'aime d'Alain Resnais
- 1968 : Sexyrella de Claude Mulot
- 1971 : Le Seuil du vide de Jean-François Davy
- 1972 : Le Viager de Pierre Tchernia
- 1974 : L'Ombre d'une chance de Jean-Pierre Mocky
- 1974 : Céline et Julie vont en bateau de Jacques Rivette
- 1974 : La Gueule de l'emploi de Jacques Rouland
- 1974 : Les Week-ends maléfiques du Comte Zaroff de Michel Lemoine
- 1975 : Sérieux comme le plaisir de Robert Benayoun (scène coupée au montage)
- 1975 : Les Gloutons optiques de Jean-Louis Lapasset (court-métrage)
- 1976 : L'Acrobate de Jean-Daniel Pollet (scène coupée au montage)
- 1977 : Cinémania de Gérard Devillers (court-métrage)
- 1979 : Le Piège à cons de Jean-Pierre Mocky
- 1982 : Litan : La Cité des spectres verts de Jean-Pierre Mocky (+ scénario)
- 1982 : Y a-t-il un Français dans la salle ? de Jean-Pierre Mocky
- 1984 : À mort l'arbitre de Jean-Pierre Mocky
- 1985 : Elsa, Elsa de Didier Haudepin
- 1985 : Le Pactole de Jean-Pierre Mocky
- 1987 : Le Miraculé de Jean-Pierre Mocky (+ scénario)
- 1987 : Pourquoi les martiens sont-ils verts ? de Caroline Vié (court-métrage)
- 1987 : Agent trouble de Jean-Pierre Mocky
- 1989 : Le Schpountz n°10 de Gérard Lenne
- 1988 : Les Saisons du plaisir de Jean-Pierre Mocky
- 1988 : Bonjour l'angoisse de Pierre Tchernia
- 1989 : Divine Enfant de Jean-Pierre Mocky
- 1990 : Baby Blood d'Alain Robak
- 1990 : Cinématon n°1454 de Gérard Courant
- 1990 : Le Jury du Prix Très Spécial 1990, Portrait de groupe n°127 de Gérard Courant
- 1991 : Célébration des 100 heures de Cinématon et des 1789 portraits devant l'Opéra Bastille, Portrait de groupe n°146 de Gérard Courant
- 1991 : Les Participants de Monsieur Cinéma, Portrait de groupe n°148 de Gérard Courant
- 1995 : Les Cent et Une Nuits de Simon Cinéma d'Agnès Varda
- 1996 : Time Demon de Richard J. Thomson
- 1996 : Le Marquis de Slime de Quélou Parente (court-métrage)
- 2000 : Le Glandeur de Jean-Pierre Mocky
- 2000 : Une rencontre de Jacques Benaroch (court-métrage)
- 2001 : La Bête de miséricorde de Jean-Pierre Mocky
- 2003 : Le Furet de Jean-Pierre Mocky
- 2004 : Touristes ? Oh yes ! de Jean-Pierre Mocky.

### Comme chef opérateur, cadreur et monteur
- 1957 : L'Impromptu de l'île Saint-Louis' d'Hervé Goureau (film en 16 mm)
- 1958 : Il ne pleut qu'en Bretagne d'Hervé Goureau (film en 16 mm inachevé).

### Comme assistant-réalisateur et photographe de plateau
- 1959 : XYZ de Philippe Lifchitz (court-métrage).

### Comme assistant réalisateur
- 1961 : Chronique d'un été de Jean Rouch et Edgar Morin (documentaire).

### Consultant cinéma
- 1995 : Les Enfants de Lumière.